# Yolanda Manríquez Sepúlveda

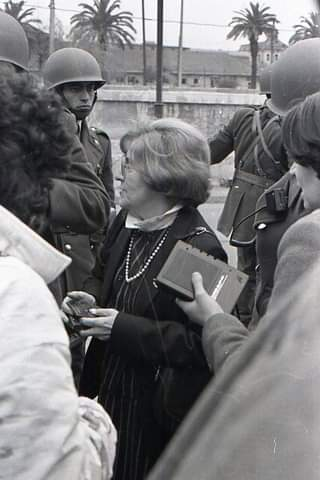
Jueza Manríquez haciendo valer un dictamen judicial. Agosto de 1984: Fortín Mapocho.

María Yolanda Manríquez Sepulveda (Chillán, 3 de marzo de 1920-Valdivia, 20 de julio de 2015), abogada, profesora y jueza chilena. Fue jueza de los tribunales civiles de Santiago. Entre 1974 y 1980 ayudó a muchos prisioneros políticos, entre ellos a sus propios hijos, militantes del MIR. Puso en jaque al sistema judicial chileno con sus recursos de amparo. En 1986, su hijo Gastón sería ajusticiado junto a otros 3 profesionales por el atentado a Pinochet.

## Carrera
Hija del funcionario público Enrique Manríquez Concha y de la profesora Laura Sepulveda, cursó sus primeros estudios en la Escuela Normal Santa Teresa donde le otorgaron la licencia de profesora normalista. Estudió Derecho en la Universidad de Chile, egresando en 1962. Su defensa de tesis tuvo el título de: "Jurisprudencia chilena ante el derecho internacional privado a partir del año 1943 a 1958". 
Ya en 1971 se incorpora al poder judicial, siendo nombrada jueza civil en Caldera. Durante el golpe de Estado del 11 de septiembre de 1973 se desempeñaba como jueza en La Serena, y en aquella oportunidad le tocó abogar por una decena de personas que eran detenidas y torturadas fuera del estado de derecho. En el año 1974 su hijo Alberto correría misma suerte, por lo cual intercede por él, siendo liberado y posteriormente exiliándose en Costa Rica. 
Aquello le costaría a Manríquez el primer contacto con el acoso de los aparatajes secretos de la dictadura, cuando en mayo de ese mismo año, ejerciendo como jueza, fue robada por $40.000 Escudos de la época, que portaba en su cartera, desde su propio despacho, iniciando preliminarmente un sumario ante el segundo juez del crimen de la ciudad de Antofagasta, que rola "119.209 —1974 Hurto. Manríquez/".
En 1975 conoció el campo de concentración de Tres Álamos y Pirque, en donde entre varios que ayudó a rescatar, también se encontraba su nuera Soledad Aranguiz; mediante la recursación de acciones de amparo en las Cortes de apelaciones.
En adelante, la jueza Manríquez desempeñó un papel silencioso dentro del poder judicial, para hacer valer el imperio del derecho, sobre los atropellos ejercidos desde el régimen hacia las esferas de los tribunales. Pese a todo, creía en la justicia y hacia valer dictámenes, arengando a los tribunales y a jueces a que no decayeren en su búsqueda de la verdad.
En 1984 logró que los ecos de sus denuncias llegasen hasta los plenarios de las cortes de apelación de Santiago y Corte Suprema, respectivamente. 
Fue a raíz de que uno de sus hijos, Ignacio Vidaurrazaga Manríquez, fuese detenido en Concepción, y trasladado hacia Santiago al cuartel Borgoña de la CNI, que María Yolanda interpuso un recurso de amparo ante la C.A. de Santiago. Debido a las diligencias que la jueza Manríquez, se constituyó el ministro en visita Luis Correa Bulo. 
A través de la ineficacia con la que actuó el ministro de corte, la jueza Manríquez presentó un escrito en que objetaba la comparecencia de su hijo ante el ministro Correa Bulo, a este último por no tomar en cuenta las evidencias que viciaban la manifestación de voluntad del requerido de amparo. "El amparado en cuestión se encontraba débil, necesitaba ayuda para caminar y no podía mantener la cabeza erguida".
Ante tan flagrantes irregularidades en el proceso, y valiéndose de no estar incomunicado el prisionero según la misma corte de apelaciones, María Yolanda Manríquez solicitó al pleno el poder visitar a su hijo para efectos de cerciorarse de su estado de salud, petición a la que la corte accedió con fecha de 3 de septiembre de 1984. 
Al día siguiente, la jueza Manríquez con dictamen en mano, se apostó a la salida de Avenida Santa María 1453, donde operaban los cuarteles de la CNI. En aquella oportunidad no se le permitió la entrada, recibiendo amenazas e insultos por parte de la guardia. A consecuencia de todas estas ineficacias de tribunales es que se da cuenta del incumplimiento de una orden judicial, por sobre una orden ejecutiva. 
La jueza Manríquez se encargó de hacer llegar su malestar hasta lo más alto de la jerarquía judicial, siendo su caso fuente directa que obligó en noviembre de 1984 dictar los autos acordados a la Corte de Apelaciones de Santiago, y con base en ello, la corte suprema de justicia, en relación con cómo se debían tramitar, acoger y deducir en adelante los recursos de amparo en Chile. 
A partir de este momento, la independencia y eficacia de los tribunales se ven subsumidos a las falencias propias del régimen militar. En cuanto a los recursos de amparo, y la fuerza que tenían los jueces para hacer ejecutoriar acciones, se empezó a ajustar la doctrina al marco legal. Prueba de ello es que en la Causa Rol 118.284-1985 -de la cual se deduce el Caso Degollados- comienza en sus primeras fojas, con los autos acordados de noviembre de 1984, en donde el recurso de amparo en favor de Ignacio Vidaurrazaga Manríquez, es clave para definir el marco doctrinal y la jurisprudencia en que basaría su investigación el ministro José Cánovas Robles, Ministro en visita que logró imputar a 14 carabineros y lograr la renuncia del director general César Mendoza Duran en agosto de 1985.

## Atentado a Pinochet
El 8 de septiembre de 1986 a las 3:00 a. m. un grupo de civiles integrantes del comando "11 de septiembre", pertenecientes a la CNI, interrumpen en el domicilio del profesor y artista plástico Gastón Vidaurrazaga Manríquez (33), secuestrándolo en su vivienda a vista de su familia y vecinos, siendo encontrado a la altura del km 16 de ruta panamericana con 13 impactos de bala. 
Gastón Vidaurrazaga, junto a Felipe Rivera, Abraham Eldenstein y el periodista José Carrasco, fueron ejecutado en represalia al atentado que horas antes había llevado a cabo el Frente Patriótico Manuel Rodríguez en contra del dictador Augusto Pinochet. Inmediatamente ocurrido este secuestro, la esposa de Vidaurrazaga llama a Carabineros, quienes llegan y se la llevan detenida junto a su hija de 4 años. 
Es en este contexto, que recibe de madrugada la llamada a su casa la Jueza Yolanda Manríquez, para ser informada que su hijo estaba desaparecido y que tenían en custodia a su nuera con su nieta.
Manríquez recordaría que cuando fue acompañada con su hija mayor hasta donde estaba su nuera detenida, se le habría acercado un coronel de carabineros, y este le habría comentado de manera informal que "su hijo había sido ajusticiado por la CNI, y que no tenía sentido hacer alguna cosa al respecto". Junto a la vicaria de la solidaridad y luego en democracia desplegando todo el aparate judicial, buscaría incesablemente a los culpables del asesinado de su hijo, entre ellos el año 2006 fue condenado como autor principal al ex mayor de ejército Álvaro Corbalan. 
De igual forma siempre buscó las responsabilidades civiles, entre ellos la del exministro de interior, Francisco Javier Cuadra.

## Últimos años
Desde 1984 a 1990 se dedicó a recorrer las cárceles del sur de Chile, realizando silenciosamente su labor de ayuda a los prisioneros del régimen. Se siguió desempeñando como jueza en el 11er juzgado civil de Santiago hasta su retiro en marzo de 1995. 
Los años posterior a su retiro, mantuvo el proceso en contra de los culpables por el homicidio de su hijo, lo cual recién empezó a prosperar cuando tomó la causa el ministro en visita Haroldo Brito y unos años después, dictó sentencia condenatoria para los involucrados, obligando al pago de reparaciones a los familiares de las víctimas por parte del estado. 
Se retiró al sur, donde recibió cuidados por parte de su familia debido al alzheimer que la aquejaba. Murió en Valdivia, a la edad de 95 años en 2015. 